# Sitobion triumfettae
Sitobion triumfettae är en insektsart som beskrevs av Remaudière, G. 1985. Sitobion triumfettae ingår i släktet Sitobion och familjen långrörsbladlöss. Inga underarter finns listade i Catalogue of Life.